# Videoconsolas de cuarta generación
En la historia de los videojuegos la cuarta generación (más comúnmente referida como la era de 16-bit) de videoconsolas empezó el 30 de octubre de 1987 con el lanzamiento de (NEC) PC Engine (conocido como TurboGrafx-16 en Norteamérica) por la empresa japonesa Nippon Electric Company's. Aunque NEC fue primero en sacar la cuarta generación de consolas, y fue segundo a la SNES en Japón, las ventas de esta era fueron mayormente dominadas entre las consolas rivales de Nintendo y Sega en Norteamérica: la Super Nintendo Entertainment System (Super Famicom en Japón) y la Mega Drive (nombrado Sega Genesis en Norteamérica debido a problemas con la marca Mega Drive en Estados Unidos). Nintendo fue capaz de capitalizarse en su triunfo de la tercera generación y pudo ganarse la cuota de mercado más grande de la cuarta generación también. Sega fue muy exitoso en esta generación e inició nuevas franquicias como Sonic the Hedgehog, para competir con los juegos de Mario de Nintendo. Muchas otras empresas sacaron a la venta consolas en esta generación, pero ninguna de estas fue tan exitosa. No obstante, muchas otras compañías empezaron a darse cuenta de la maduración de la industria de videojuegos y comenzaron a hacer planes para lanzar consolas propias en el futuro.

## diferencias de  la cuarta generación de consolas a la tercera generación
- Un microprocesador típicamente de 16-bit
- Controles de hasta 8 botones
- Complejo paralaje (parallax) y ambientes de múltiples estratos con desplazamiento
- Grandes dibujos, escalables "on-the-fly"
- Uso de color elaborado, generalmente de 64 a 256 colores en la pantalla [de la paleta de 512 (9-bit) de color hasta la de 32.768 (15-bit) de color]
- Audio estéreo, con múltiples canales y reproducción de audio digital.
- Avanzada música sintética (FM o "wavetable")
- intentos de psudo3d con gráficos pre renderizados, rotaciones afines y chips especializados
- videos full motion video

## Consolas de sobremesa

### PC Engine/TurboGrafx-16/TurboGrafx

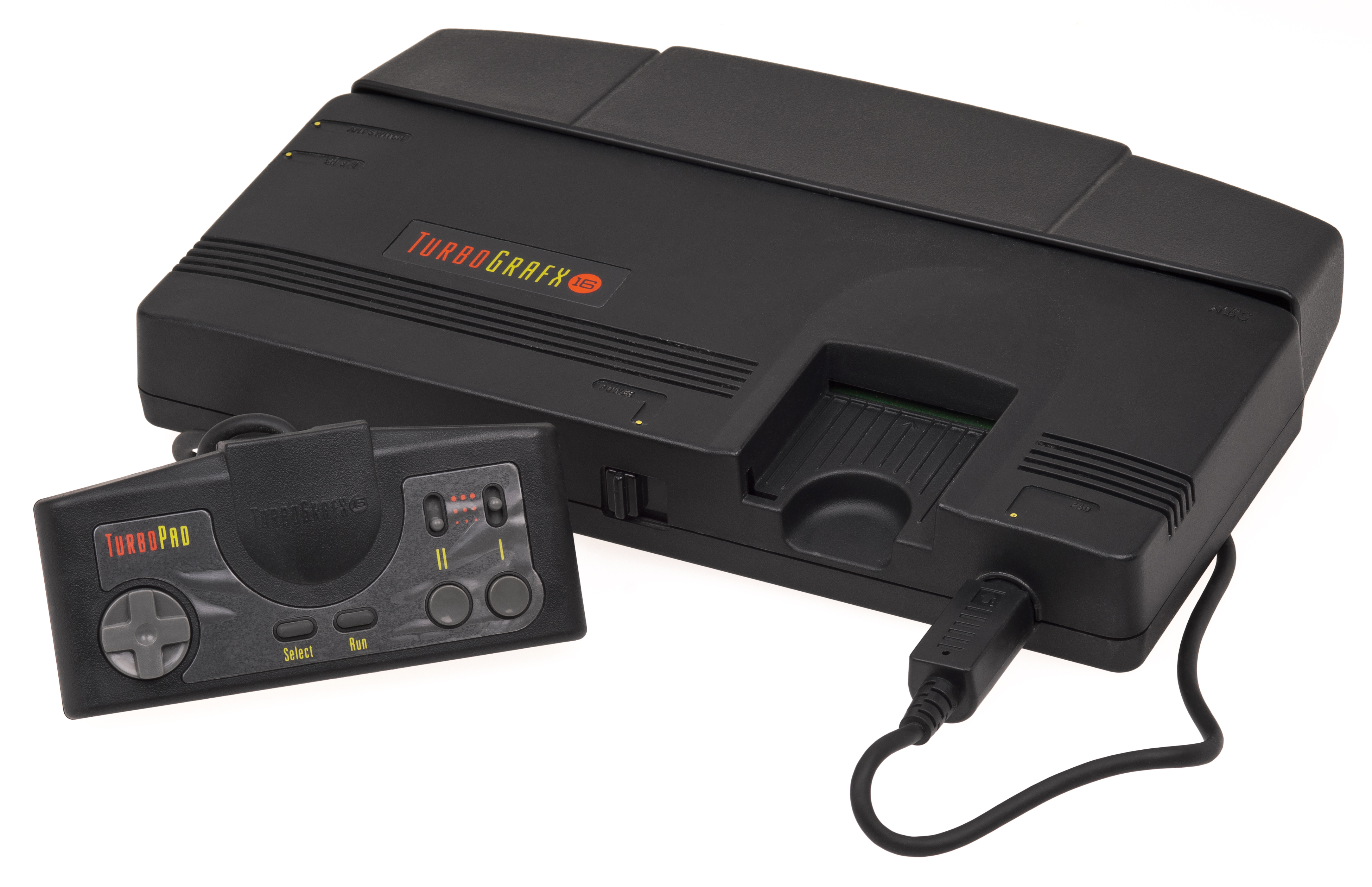
TurboGrafx

La PC Engine es el resultado de la colaboración entre Hudson Soft y NEC que fue lanzado en Japón el 30 de octubre de 1987. Fue lanzado en Estados Unidos durante el mes de agosto de 1989, bajo el nombre de TurboGrafx-16.
Inicialmente, la PC Engine fue muy exitosa en Japón, debido en parte a los títulos disponibles en el entonces nuevo formato CD-ROM. NEC lanzó un periférico que lee CD en 1988 y para 1992 una combinación entre la TurboGrafx y el sistema CD-ROM conocido como Turbo Duo.
En Norteamérica,  NEC usó Bonk, un cavernícola que da cabezazos, como su mascota y que fue presentado en la mayoría de los promocionales desde 1990 a 1994. La plataforma fue bien recibida inicialmente, especialmente en mercados grandes, pero falló hacerse paso entre áreas metropolitanas más pequeñas donde NEC no tenía tantos representativos en tiendas o una promoción tan enfocada.
La TurboGrafx-16 falló en mantener un momentum en las ventas o hacer un gran impacto en Norteamérica.[cita requerida] La TurboGrafx-16 y su sistema de CD combinado, la Turbo Duo, dejó de ser manufacturado en Norteamérica para 1994, aunque una pequeña cantidad de software seguía llegando para la plataforma.
En Japón, un cierto número de títulos para adultos estuvo disponible para PC-Engine, como la variedad que existía de juegos de mahjong (como la serie Super Real Mahjong), que se logró diferenciar de su competencia.

### Mega Drive/Sega Genesis

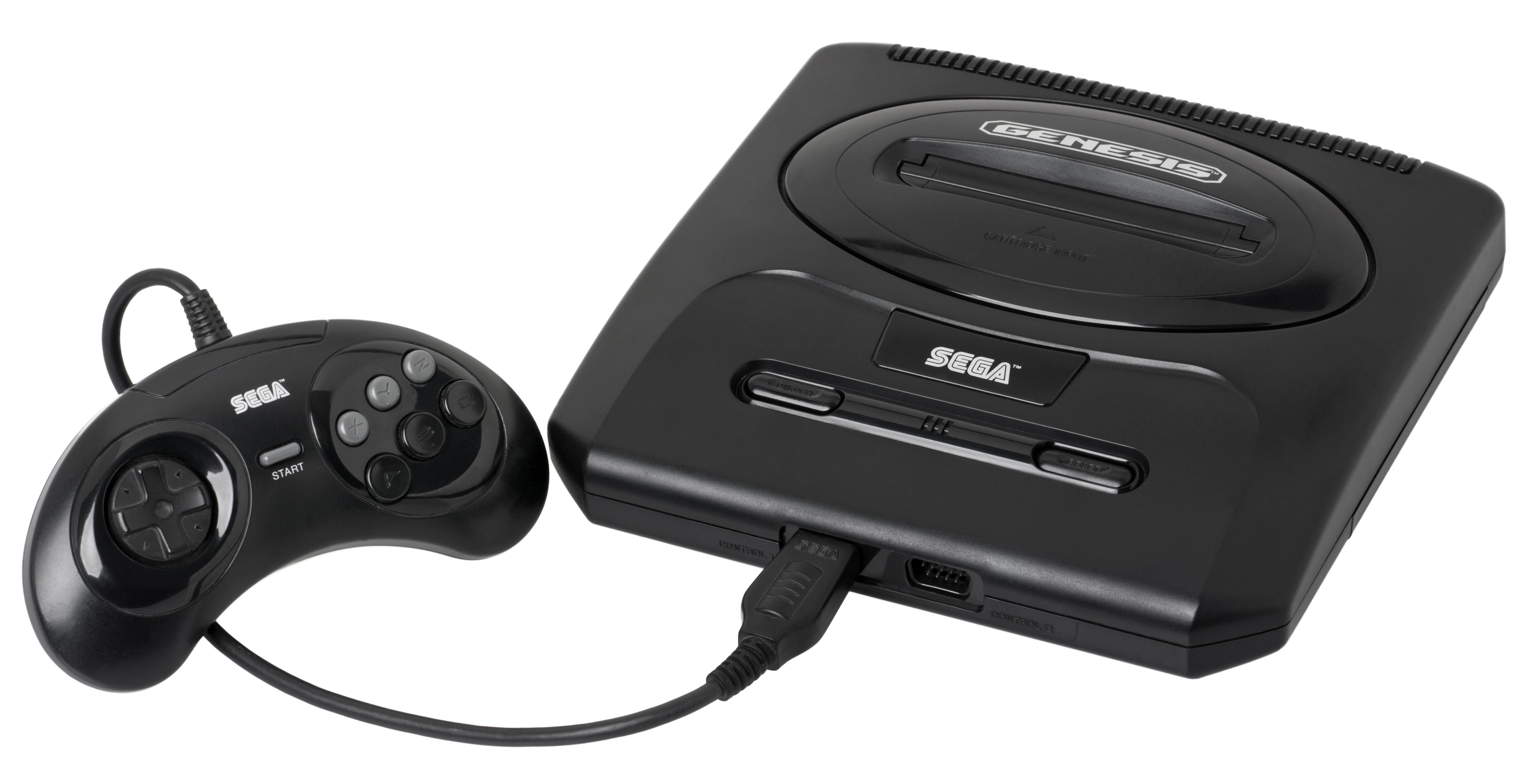
Segunda revisión de la Sega Genesis

La Mega Drive fue lanzado en Japón el 29 de octubre de 1988. La consola fue lanzada en la ciudad de Nueva York y Los Ángeles el 14 de agosto de 1989 bajo el nombre de Sega Genesis, y en el resto de Norteamérica más tarde en ese mismo año. Fue lanzado en Europa y en Australia el 30 de noviembre de 1990 bajo el nombre original.
Sega inicialmente tuvo dificultades en superar la presencia ubicua de Nintendo en los hogares de los consumidores de Norteamérica.[cita requerida] Eso cambió a finales de 1991, cuando Sega construyó su campaña publicitaria alrededor de su nueva mascota Sonic the Hedgehog, posicionando al Genesis como la alternativa "cool" de la consola de Nintendo e inventando el término "Blast Processing" para sugerir que la Mega Drive era capaz de manipular los juegos con movimientos más rápidos que la Super Nintendo. Su publicidad fue casi siempre directa y adversaria, llevando a comerciales como "Genesis does what Nintendon't" y el "grito 'SEGA!'".
Cuando el juego arcade Mortal Kombat fue movido a consolas en la Mega Drive y Super Nintendo Entertainment System, Nintendo decidió censurar la violencia del juego, pero Sega mantuvo el contenido del juego, mediante un código que se ingresaba en la pantalla de inicio (A,B,A,C,A,B,B). La apuesta de Sega fue un éxito ya que la versión de Mortal Kombat recibió generalmente reseñas más altas y favorables en la prensa de los videojuegos y vendió más que su contraparte en la versión de SNES a una razón de tres a uno. Esta violencia llevó al congreso de Estados Unidos a investigar la mercadotecnia de juegos violentos a niños y a la creación del Interactive Digital Software Association y el Entertainment Software Rating Board (ESRB). Con el nuevo sistema de clasificación de ESRB puesto en operación, Nintendo reconsideró su posición en el lanzamiento de Mortal Kombat II, y esta vez se convirtió en la versión preferida entre los críticos. Sega, sin embargo, se enfrentó con un ligero problema con la popularidad de juegos de pelea con controles avanzados[cita requerida] porque su control solo proporcionaba tres botones. En respuesta al próximo Street Fighter 2 Special Champion Edition y Mortal Kombat, Sega introdujo el control de seis botones.[cita requerida] Varios nuevos juegos podían todavía ser jugados con el control original de 3 botones pero la compañía sugirió a sus jugadores optar por el modelo de 6 botones.
Aún con el éxito de Genesis y Mega Drive en Norteamérica y Europa, la consola nunca fue popular en Japón (siendo regularmente superada en ventas por la PC Engine), pero aun así logró vender 40 millones[cita requerida] de unidades en todo el mundo. A fines de 1995 Sega vendía cinco diferentes consolas y dos periféricos, lo que llevó a Sega Japón adecidir discontinuar la Mega Drive en Japón para concentrarse en la nuevo Sega Saturn.[cita requerida] Mientras esta decisión tenía mucho sentido para el mercado japonés, fue desastroso en Norteamérica porque el mercado para los juegos de la Mega Drive era mucho más grande que el de Saturn y eso llevó a que existiera una escasez de inventario y software para satisfacer la demanda de Mega Drive.

### Super Famicom/Super Nintendo Entertainment System

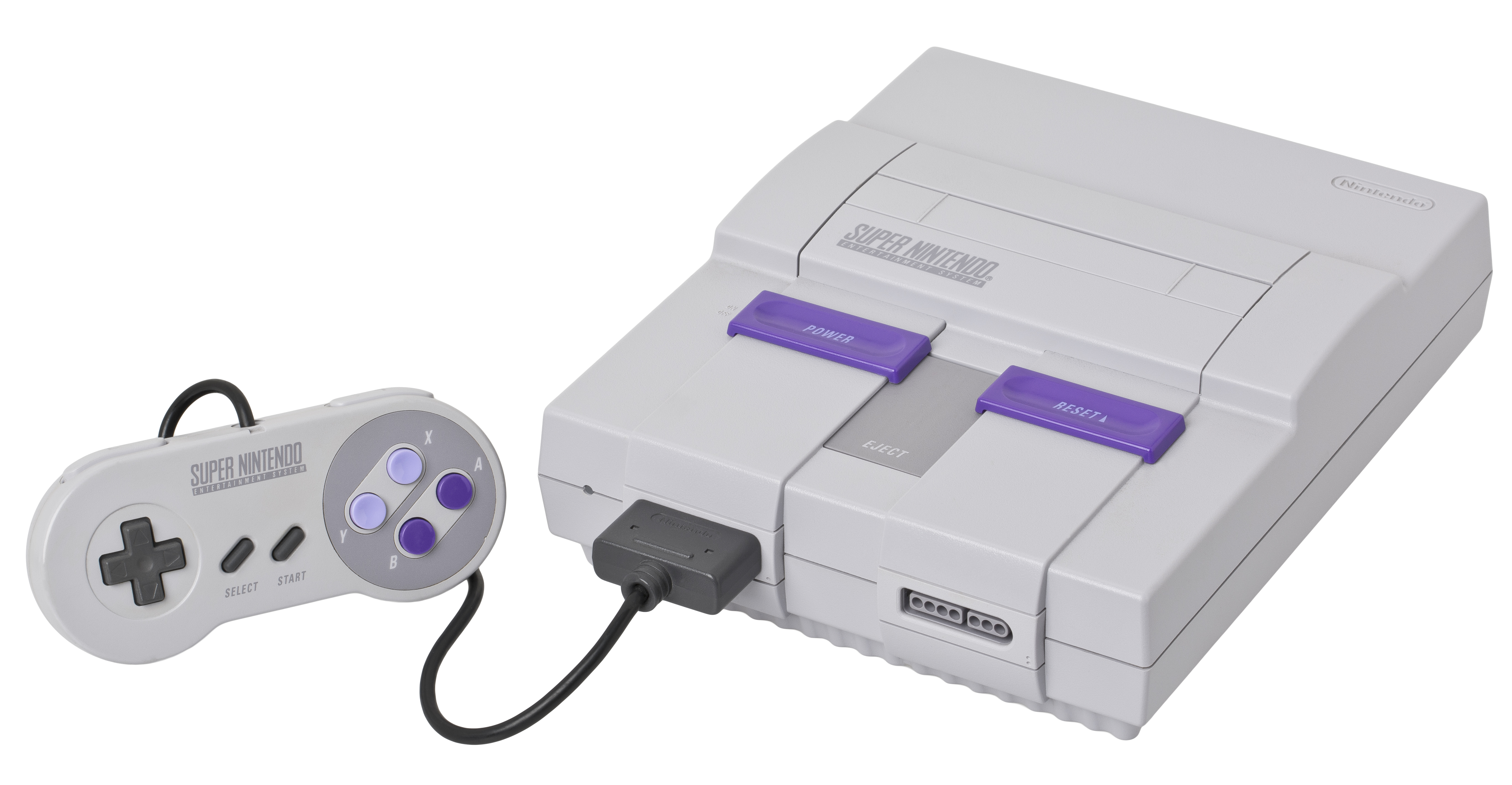
Super Famicom/Super Nintendo Entertainment System, segumda revisión.

Los ejecutivos de Nintendo estaban inicialmente en contra de diseñar un nuevo sistema, pero conforme el mercado hacía la transición a un nuevo hardware, Nintendo vio la erosión de la posición de mercado que había construido con la Famicom (llamado Nintendo Entertainment System afuera de Japón). La consola de cuarta generación de Nintendo, la Super Famicom, fue lanzado en Japón el 21 de noviembre de 1990; la distribución inicial de Nintendo de 300,000 unidades se vendió en cuestión de horas. La máquina llegó a Norteamérica como la Super Nintendo Entertainment System el 23 de agosto de 1991, Europa y Australia en abril de 1992.
Aún con una competencia cerrada con la consola Mega Drive/Sega Genesis, la Super Famicom/SNES eventualmente tomó el primer puesto en ventas, tras vender 49.10 millones de unidades en el mundo, e incluso permanecería popular en la era de la generación de 32 bits. La posición de mercado de Nintendo fue definida por sus capacidades superiores de video y sonido, y también por títulos exclusivos de franquicias first-party como Super Mario World, The Legend of Zelda: A Link To The Past y Super Metroid. Títulos que llegaron después como Star Fox y Donkey Kong Country mantendrían al Super Famicom/SNES relevante en plena era de 5.ª generación de consolas de 32- o 64-bit.

### Compact Disc Interactive (CD-i)
La Phillips CD-i fue anunciada a finales de los 80's con máquinas compatibles con el formato finalmente lanzadas en 1991. El principal atractivo de CD-i era que podía ser mucho más que una consola de videojuegos y que podía usarse para necesidades multimedia. Debido a un acuerdo entre Nintendo y Phillips de un periférico para SNES, Phillips también tuvo los derechos de usar algunas de las franquicias de Nintendo. La CD-i fue un fracaso comercial y fue discontinuado en 1998. Tras vender solamente 1 millón de unidades alrededor del mundo a pesar de tener varios socios y múltiples versiones del dispositivo, algunos hecho por otros fabricantes.

### Neo-Geo

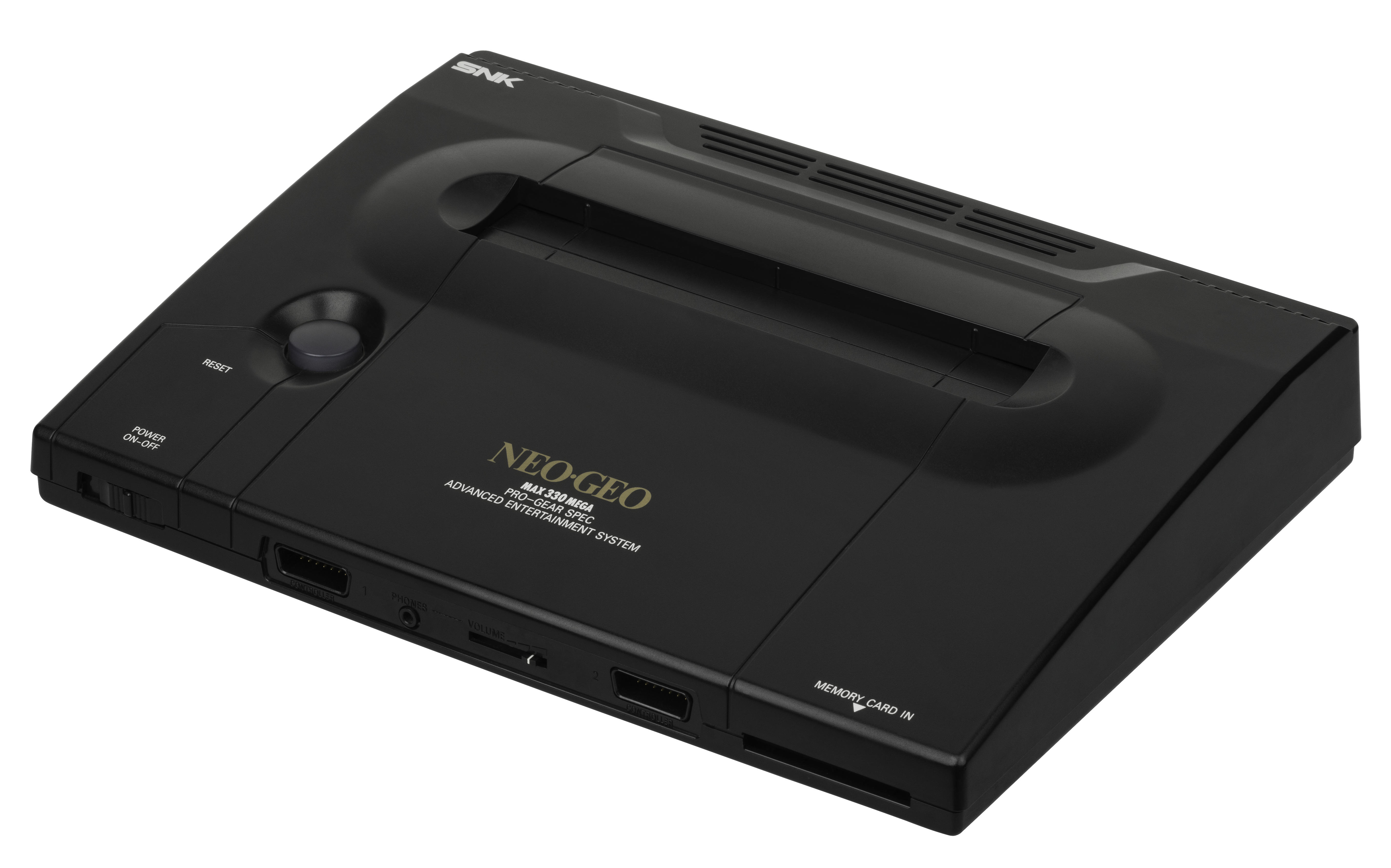
Neo-Geo

Lanzado por SNK en 1990, la Neo Geo fue una versión de consola de los más conocidos juegos arcade. Comparado con su competencial, la Neo Geo tenía mucho mejores gráficos y sonido pero el excesivo precio de lanzamiento de US $649.99 hizo la consola sólo poder ser accesible a un mercado muy selecto. Una versión menos cara, vendida en $399.99, no incluía una tarjeta de memoria, pack-in game o un joystick adicional.

### periféricos
Nintendo, NEC y Sega también compitieron con periféricos de hardware para sus consolas en esta generación. NEC fue la primeroacon el lanzamiento del sistema TurboGrafx CD en 1990. Vendido por $499.99 en su lanzamiento, el periférico de CD no fue una compra popular pero sí fue la razón para el éxito de la consola en Japón.[cita requerida] Sega hizo dos intentos con el Mega-CD (renombrado Sega CD en Norteamérica) y el Sega 32X. El Sega CD estuvo atormentado por un precio elevado ($300 en lanzamiento) y una librería limitada de videojuegos. El 32X enfrentó varios problemas, principalmente técnicos y comerciales: el periférico ocasionalmente no funcionaba con unas consolas, y algunos vendedores no pudieron satisfacer la demanda inicial, lo que lo llevó a una escasez.[cita requerida] Un complemento único para la consola de Sega fue el Sega Channel, un servicio de suscripción patrocinado por distribuidores de televisión locales (local television providers). Requería un hardware que se conectaba a una línea de cable y a la Mega Drive.
Nintendo también hizo dos intentos: el Satellaview y el Super Game Boy. El Satellaview fue un servicio satelital lanzado sólo en Japón y el Super Game Boy fue un adaptador para la Super Famicom y Super Nintendo que permitió a los juegos de Game Boy poder ser vistos en una TV a color. Nintendo, trabajando con Sony, también tuvo planes para crear una unidad CD-ROM drive para la SNES (los planes resultaron en un prototipo llamado "PlayStation"), pero con el tiempo se decidió no continuar con proyecto, optando por aliarse con Philips para desarrollar el periférico (contrario a creencia popular, el CD-i no tuvo relación con el proyecto). Sony decidió seguir con el desarrollo del CD-ROM y se usó el nombre de "PlayStation" para su propia consola, supervisado por el entonces ingeniero de chip de sonido, Ken Kutaragi. La consola vendría siendo lanzada en la 5.ª generación de consolas.

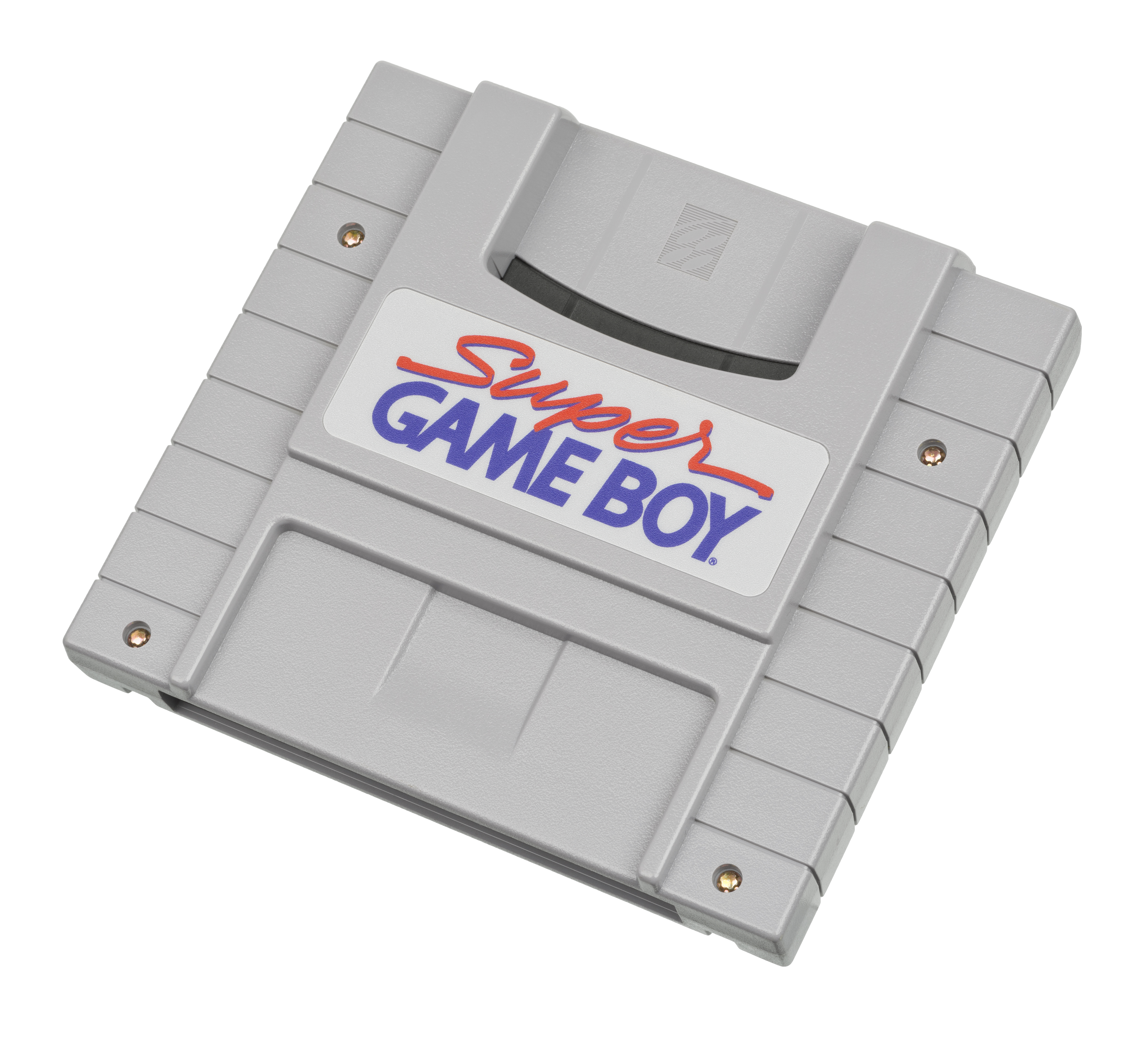
super gameboy
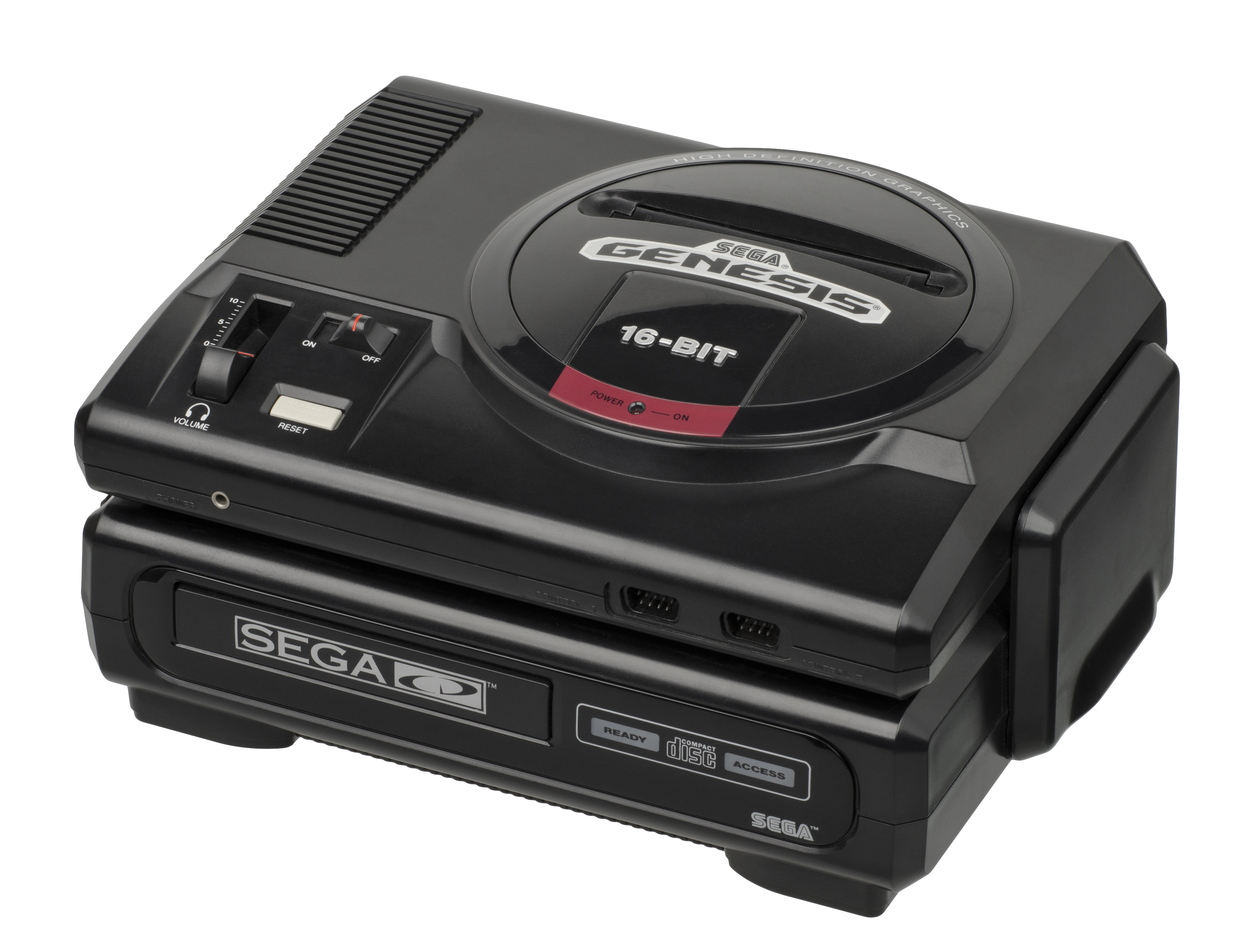
sega cd
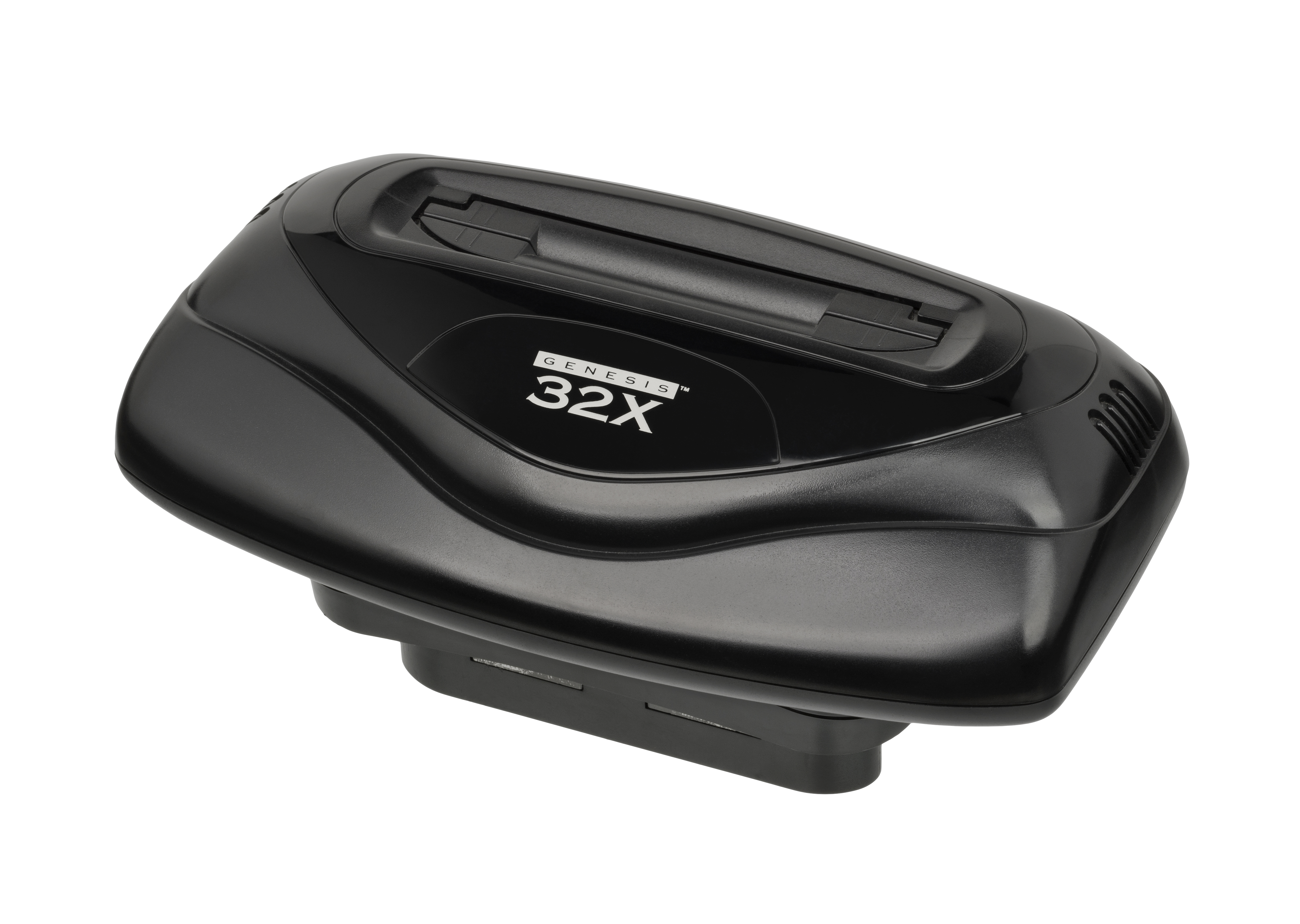
sega 32x
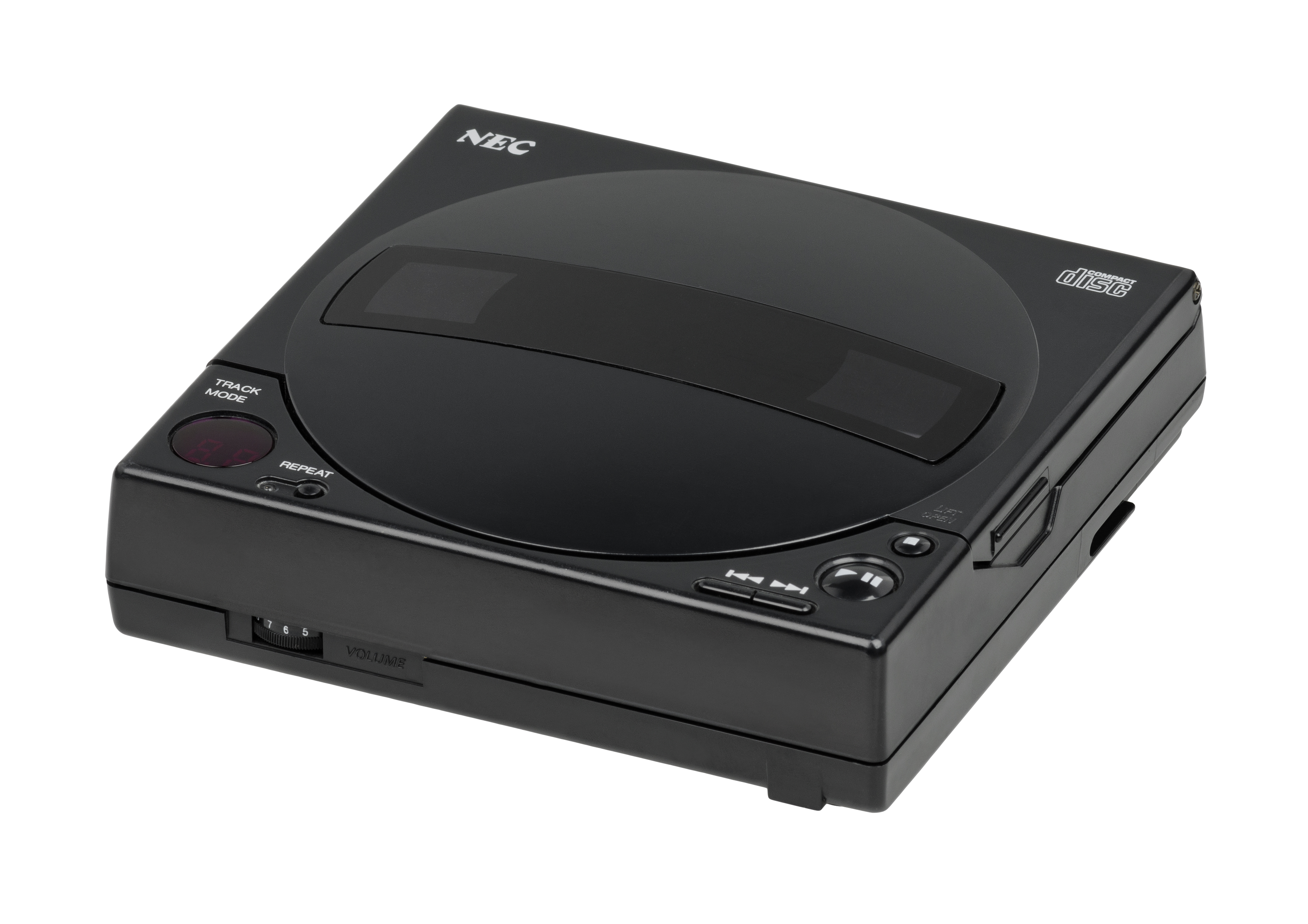
NEC TurboGrafx-16 CD
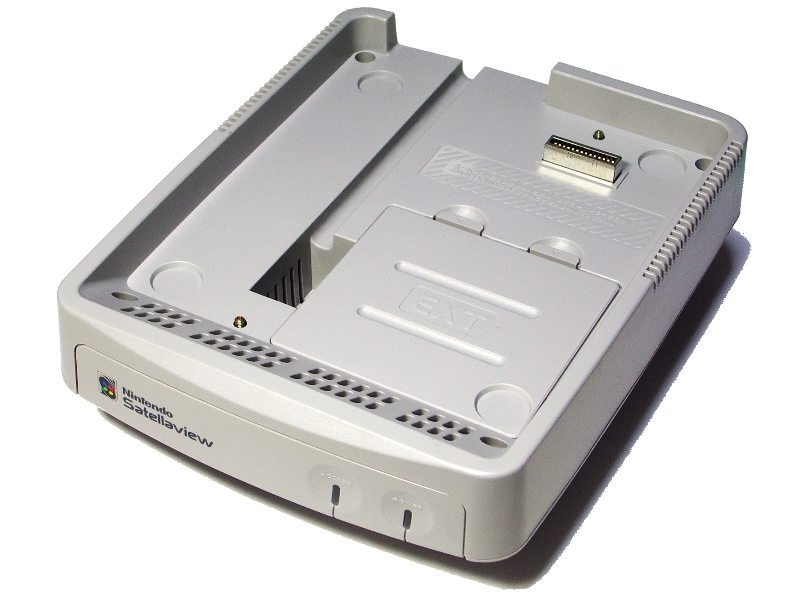
Satellaview

### La importación de Europa y Australia

verde - NTSC, azul - PAL, o cambiando a PAL, naranja - SECAM, olivo - no información

La cuarta generación también fue la era donde el acto de comprar juegos de Estados Unidos se convertía en algo común en Europa y las tiendas empezaron a llevarlas. Esto fue tal vez porque la región PAL tenía una frecuencia de actualización de 50 Hz (comparado con los 60 Hz para NTSC) y una resolución vertical de 625 líneas entrelazadas (576 efectivo ), comparado con 525/480 para NTSC. Esto significa que un juego diseñado para el estándar NTSC sin ninguna modificación corría 17% más lento y aparecían barras negras por encima y en la base cuando se jugaba en una televisión europea. Los desarrolladores a veces tenían dificultades en convertir juegos designados para los estándares de América y Japón a los de Europa y Australia. Compañías como Konami, con grandes presupuestos y un saludable negocio en Europa y Australia, rápidamente optimizaron varios juegos (como la serie International Superstar Soccer) para esta audiencia, mientras varios pequeños desarrolladores no lo hacían.
También pocos RPGs fueron lanzados en Europa porque tendrían que traducirlo a muchos otros idiomas.[cita requerida] Los RPGs tienden a tener mucho más texto que otros géneros, entonces uno de los más grandes problemas era simplemente hacer caber todas las traducciones en un cartucho. El coste de crear múltiples traducciones lo hacía muy prohibitivo. Solo en UK y Australia vieron lanzamientos de RPGs, e incluso en ese entonces el número era una fracción de lo que fue lanzado en Japón. Para la Mega Drive, hubo muchos lanzamientos PAL peara RPGs. Ejemplos como: Phantasy Star II, III y IV, Shining in the Darkness y sus secuelas Shining Force I and II, Sword of Vermilion, Super Hydlide, Landstalker, Story of Thor, Soleil and Light Crusader. Alguno de estos recibieron traducciones francesas y alemanas.
Juegos populares importados de Estados Unidos incluían Final Fantasy IV (conocido en EE. UU. como "Final Fantasy II"), Final Fantasy VI (conocido en EE. UU. como Final Fantasy III), Secret of Mana, Street Fighter II, Chrono Trigger, y Super Mario RPG.  Secret of Mana and Street Fighter II eventualmente recibirían un lanzamiento oficial en Europa.

### Comparación
| Nombre                          | Nombre                          | PC-Engine/TurboGrafx-16 | Mega Drive/Sega Genesis | Super Famicom/Super Nintendo Entertainment System | Neo Geo |
| ------------------------------- | ------------------------------- | --- | --- | --- | --- |
| Fabricante                      | Fabricante                      | NEC/Hudson Soft | Sega | Nintendo | SNK |
| logotipo                        |                                 | | | | |
| Consola                         |                                 | | | | |
| Precio de lanzamiento           | Precio de lanzamiento           | US$199.99 (equivalente a $492.00 en 2025) | US$189.99 (equivalente a $467.00 en 2025) | US$199.99 (equivalente a $447.00 en 2025) | US$649.99 (versión Gold) (equivalente a $1454.00 en 2025) US$399.99 (versión Silver) (equivalente a $895.00 en 2025)      |
| Precio de lanzamiento           | Precio de lanzamiento           | | £189.99 (equivalente a $550 en 2023) | £150 (equivalente a 390 en 2023) | |
| Precio de lanzamiento           | Precio de lanzamiento           | ¥59,800 (equivalente a ¥60,610 en 2019) | ¥21,000 (equivalente a ¥24,610 en 2019) | ¥25,000 (equivalente a ¥27,800 en 2019) | |
| Fecha de lanzamiento            | Fecha de lanzamiento            | - JP 30 de octubre de 1987 - NA 29 de agosto de 1989 - EU 1990 | - JP 29 de octubre de 1988 - NA 14 de agosto de 1989 - EU 30 de noviembre de 1990 | - JP 21 de noviembre de 1990 - NA 23/Agosto/1991 - EU 11 de abril de 1992 | - JP 1 de julio de 1991 - NA 18 de junio de 1991                                                                          |
| almacenamiento                  | principal                       | HuCard (cartucho de forma de carta) | - Cartucho | - Cartucho (Game Pak) | - Cartucho - CD-ROM ( NEO GEO CD)                                                                                         |
| almacenamiento                  | extra (periferico))             | CD-ROM (periférico Turbo CD) | - CD-ROM (periférico Mega-CD) - Data card (periférico Power Base Converter) | - Disco magnético (solo Japón) - Sufami Turbo (solo Japón) - streaming (Satellaview ) - Nintendo Power (solo Japón)                                                             | - Data card (Japón/Europa)                                                                                                |
| almacenamiento                  | imagen                          | | | | |
| Juegos más vendidos             | Juegos más vendidos             | Bonk's Adventure | Sonic the Hedgehog (15 millones) | Super Mario World, 20 millones (del 25 de junio de 2007) | Samurai Shodown |
| Retro Compatibilidad            | Retro Compatibilidad            | No | Sega Master System (usando la Power Base Converter) | NES (sin licencia, usando el Super 8) Game Boy (usando el Super Game Boy) | No |
| Bloqueo de region               | Bloqueo de region               | Sí (para los hucards) No (para los CD) | Sí | Sí | No |
| Accesorios (venta al por menor) | Accesorios (venta al por menor) | Accesorios de neo geo - PC Engine/TurboGrafx-CD - System Card (1988) - Super System Card (1991) - Arcade Card (1994) - TurboTap - TurboStick - Super System Card - TurboBooster - TurboBooster Plus | Accesorios de sega Genersis - Mega-CD/Sega CD (1991) - Backup Ram carts (1992 JP) (1994 NA) - Sega 32X( 1994) - Mouse - Menacer(1992) - Power Base Converter - Sega Activator (1993) - Super Multitap                           | Accesorios de Super Nintendo - Super Scope - Super NES Mouse (1992) - Multitap (1993) - Super Game Boy (1994) - Super Famicom/SNES Mouse - Super Advantage - Satellaview (1995) | Accesorios de neo geo - Neo Geo Controller Pro (1995) - Neo Geo Memory Card (1990) - Neo Geo MVS to AES Converter (1998)  |
| control                         |                                 | | | | |
| CPU                             | CPU                             | Hudson Soft HuC6280A (basado en 8-bit 65SC02) 1.79 MHz (0.77 MIPS) or 7.16 MHz (3.08 MIPS) | Motorola 68000 - (16/32-bit CISC) 7.67 MHz (7.61 MHz PAL) (1.4 MIPS) (12.5 MHz CD) (2.19 MIPS) - Zilog Z80 (8/16-bit) 3.58 MHz (0.52 MIPS) 32X add-on: - 2× Hitachi SH-2 (32-bit RISC) @ 23 MHz (60 MIPS)                       | - Nintendo custom Ricoh 5A22 (basado en 16-bit 65C816) 3.58 MHz (3.55 MHz PAL) (1.5 MIPS) SA-1 chip de mejora: - Nintendo custom 65C816 10.74 MHz (4.5 MIPS)                    | - Motorola 68000 (16/32-bit CISC) 12 MHz (2.1 MIPS) - Zilog Z80 (8/16-bit) 4 MHz (0.58 MIPS)                              |
| memoria                         | RAM                             | - 8 KB main RAM | - 64 KB main PSRAM | - 128 KB main DRAM | - 64 KB de RAM principal                                                                                                  |
| memoria                         | audio RAM                       | | 8 KB Z80/audio SRAM | 64 KB audio PSRAM | 2 KB de audio RAM |
| memoria                         | VRAM                            | 64 KB video RAM | 64 KB video DRAM | 64 KB video SRAM | 74 KB de video RAM |
| memoria                         | Upgrades                        | - Super System Card: 64 KB DRAM, 192 KB SRAM - Arcade Duo Card: 2048 KB FPM DRAM, 192 KB SRAM - Arcade Pro Card: 2240 KB+192 kB | - SVP chip: 128 KB DRAM, 2 KB cache, 1 KB DSP RAM - CD add-on: 512 KB main, 256 KB Video, 64 KB Audio, 16 KB cache, 8 KB Internal Back-up - CD BackUp Ram Carts: 8 KB to 512 KB - 32X add-on: 256 KB main RAM, 256 KB video RAM | - SA-1: 2 KB RAM - Super FX: de 32 a 128 KB SRAM - Super FX 2: de 64 a 128 KB SRAM                                                                                              | No |
| video                           | gpu                             | video display controller Hudson Soft HuC6270 | video display controller Sega 315‑5313 VDP (Yamaha YM7101) 16-bit - 13.423294 MHz (NTSC) - 13.300856 MHz (PAL) | Picture prosesor unit x 2 - PPU 1 RF5A22 16-bit - PPU 2 RF5C78 16-bit | |
| video                           | Resolucion                      | Resolución variable desde 256 × 224 píxeles, mientras que algunos homebrew han demostrado que este sistema puede lograr resoluciones de hasta 512 × 240 píxeles. | - 320x224 pixels in NTSC - 320x240 pixels in PAL. | Resolución variable, hasta 512x478 para monitores interlineados - 256 x 224 pixels at ~60 Hz (for NTSC) - 256 × 240 pixels at ~50 Hz (for PAL)                                  | - 320 x 224 pixels (for NTSC) - 320 x 256 pixels (for PAL)                                                                |
| video                           | sprites                         | 64 sprites, 16 por línea escaneada | 80 sprites | 128 sprites, 32 por línea escaneada | 380 sprites, 96 per scanline                                                                                              |
| video                           | colores                         | - 482 colores simultáneos (241 para el ambiente y los sprites) - 512 opciones de color. | - 512 opciones de colores - 64 colores simultáneos | - 32768 opciones de color - 256 colores simultáneos | - 4096 colores simultáneos - 65536 opciones de color                                                                      |
|                                 | Audio                           | Audio mono con: - Seis voces programables - Generación de sonido blanco - Transmisión opcional de muestras Audio estéreo con: - 6 canales/voces WS programables: Square, seno, diente de sierra, triángulo y otras formas de onda - Generación de ruido blanco en 2 canales - LFO o FM en 2 canales - Transmisión opcional de muestras a través de cualquier canal CD ADDON: - 1 canal ADPCM, audio de 12 bits, 32.088 kHz Tasa de muestreo - 1 canal de transmisión CD-DA, audio CD de 16 bits, 44. Tasa de muestreo de 1 kHz | Audio estéreo con: - Seis voces FM - Tres voces de onda cuadrada - Muestras opcionales | Audio estéreo con: - Ocho canales ADPCM | Audio estéreo con: - Cuatro voces FM - Tres voces de onda cuadrada - Generación de un sonido blanco - Siete canales ADPCM |

## Consolas CD
| Name                 | PC Engine SuperGrafx | CD-i | Sega CD/Mega-CD/Wondermega/X'Eye                                                                                       | PC Engine Duo/TurboDuo CD-ROM²/TurboGrafx-CD |
| -------------------- | --- | --- | --- | --- |
| fabricante           | NEC | Philips | Sega/JVC | NEC |
| logo                 | | | | |
| Console              | | | | |
| precio (USD)         | ¥59.800 (equivalente a $ 70 en 2019) | US$799 ( equivalente a $1787) | US$299 ( equivalente a $669)                                                                                           | - PC Engine Duo: US$299.99 ( equivalente a $651) - PC engine CD US$399.99 ( equivalente a $933) |
| control              | | | | |
| Fecha de lanzamiento | - JP 8 de diciembre de 1989 | - JP 25 de abril de 1992 - NA 3 de diciembre de 1991 - EU 10 de julio de 1992                                                                            | SEGA CD- JP 12 de diciembre de 1991 - NA 15 de octubre de 1992 - EU Abril de 1993                                      | - PC Engine Duo: - JP 21 de septiembre de 1991 - NA 10 de octubre de 1992 - PC engine CD - JP 4 de diciembre de 1988 - NA Noviembre de 1989 |
| Accesorios           | - HuCard - Arcade Card (1994) | - CD-i Mouse - CD-I KeyControl - Roller controller - CD-i trackball - I/O port splitter - Touchpad controller (Gravis PC GamePad) - Peacekeeper Revolver | - Sega CD Backup Ram carts (1992 JP) (1994 NA)                                                                         | - Arcade Card (1994) - TurboDuo-Controller-Adapter - Arcade Pad 6 |
| Soporte              | - HuCard | - CDI | - Cartridge - CD-ROM                                                                                                   | - HuCard - CD-ROM |
|                      | | | | |
| bloqueo regional     | Sí | No | Sí | Partial |
| CPU                  | Hudson Soft HuC6280A (based on 8-bit 65SC02) 1.79 MHz (0.77 MIPS) or 7.16 MHz (3.08 MIPS) | Philips SCC68070 @ 15.5 MHz | Motorola 68000 @ 12.5 MHz (2.19 MIPS)                                                                                  | Hudson Soft HuC6280A (basado en 8-bit 65SC02) 1.79 MHz (0.77 MIPS) or 7.16 MHz (3.08 MIPS) |
| GPU                  | - Hudson Soft HuC6260 Video Color Encoder (16-bit) - Hudson Soft HuC6202 Video Priority Controller - Hudson Soft HuC6270A Video Display Controller (16-bit) | Philips SCC66470, MCD 212 | Sega ASIC coprocessor                                                                                                  | - Hudson Soft HuC6260 Video Color Encoder (16-bit) - Hudson Soft HuC6270controlador de pantalla16-bit) |
| chip de sonido       | Hudson Soft HuC6280A PSG with 6 Wavetable channels @111.87 kHz | MCD 221, ADPCM ocho canales de sonido | Ricoh RF5c164 | - Ricoh RF5c164 - Hudson Soft HuC6280A PSG |
| RAM                  | - 32 KB main RAM - 128 KB video RAM - 64 KB main DRAM, 64 KB audio DRAM | 1 MB RAM | - 512 KB main - 256 KB Video - 64 KB Audio - 16 KB cache - 8 KB Internal Back-up CD BackUp Ram Carts: - 8 KB to 512 KB | - 256 KB SRAM - 64 KB Video RAM - 8 KB Work Ram |
| Sound chip(s)        | audio Stereo con: - 1 canal ADPCM 12-bit audio, 32.088 kHz sampling rate - 1 canal streaming CD-DA, 16-bit CD audio, 44.1 kHz tasa de muestreo - Dolby Surround support opcional | | audio Stereo con: - 8 canales PCM (16-bit, 32 kHz) - 1 canal streaming CD-DA(16-bit, 44.1 kHz)                         | audio Stereo con: - 6 canales/voces programmable WS - Square, sine, sawtooth, triangle y otros waveforms - 2 canales de generación de White noise - LFO o FM en 2 canales Transmisión opcional de muestras a través de cualquier canal - 1 canal ADPCM , 12-bit audio, 32.088 kHz sampling rate - 1 canal streaming CD-DA 16-bit CD audio, 44.1 kHz tasa de muestreo - Dolby Surround support opcional |
| Video                | - Resolution: 256×224 to 565×242 (progressive), 256×448 to 565×484 (interlaced) - Sprites: 128 on screen, 32 per scanline, 16×16 to 32×64 sizes, 16 colors per sprite, sprite flipping - Tilemap: 2 parallax scrolling sprite layers - Colors on screen: 512 (241 for backgrounds, 240 for sprites) - Color palette: 512 (9-bit color) | | | |

### Otros

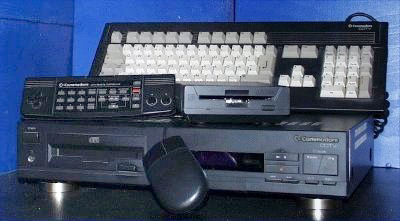
Commodore CDTV Lanzada en 1991
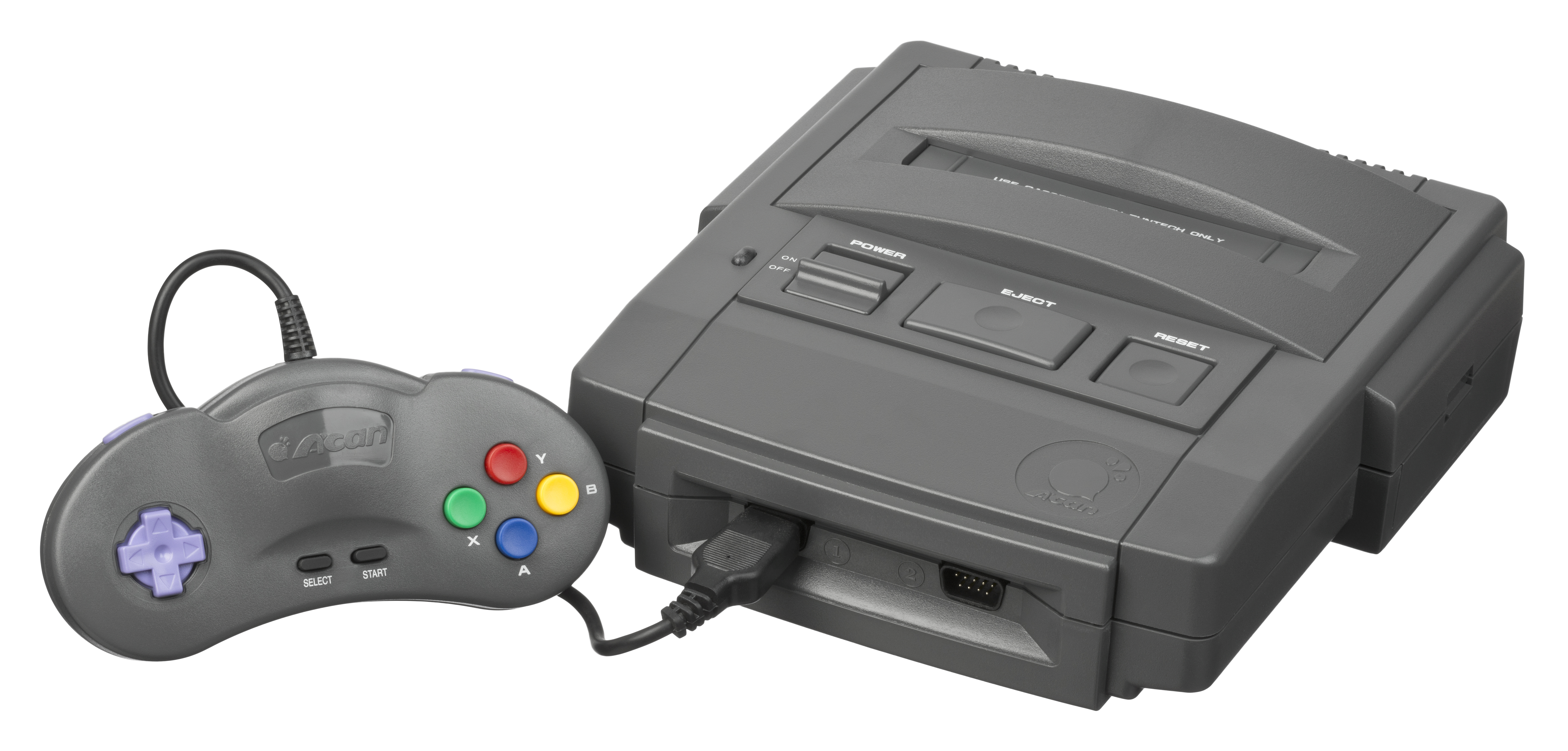
Super A'Can Lanzada en 1995
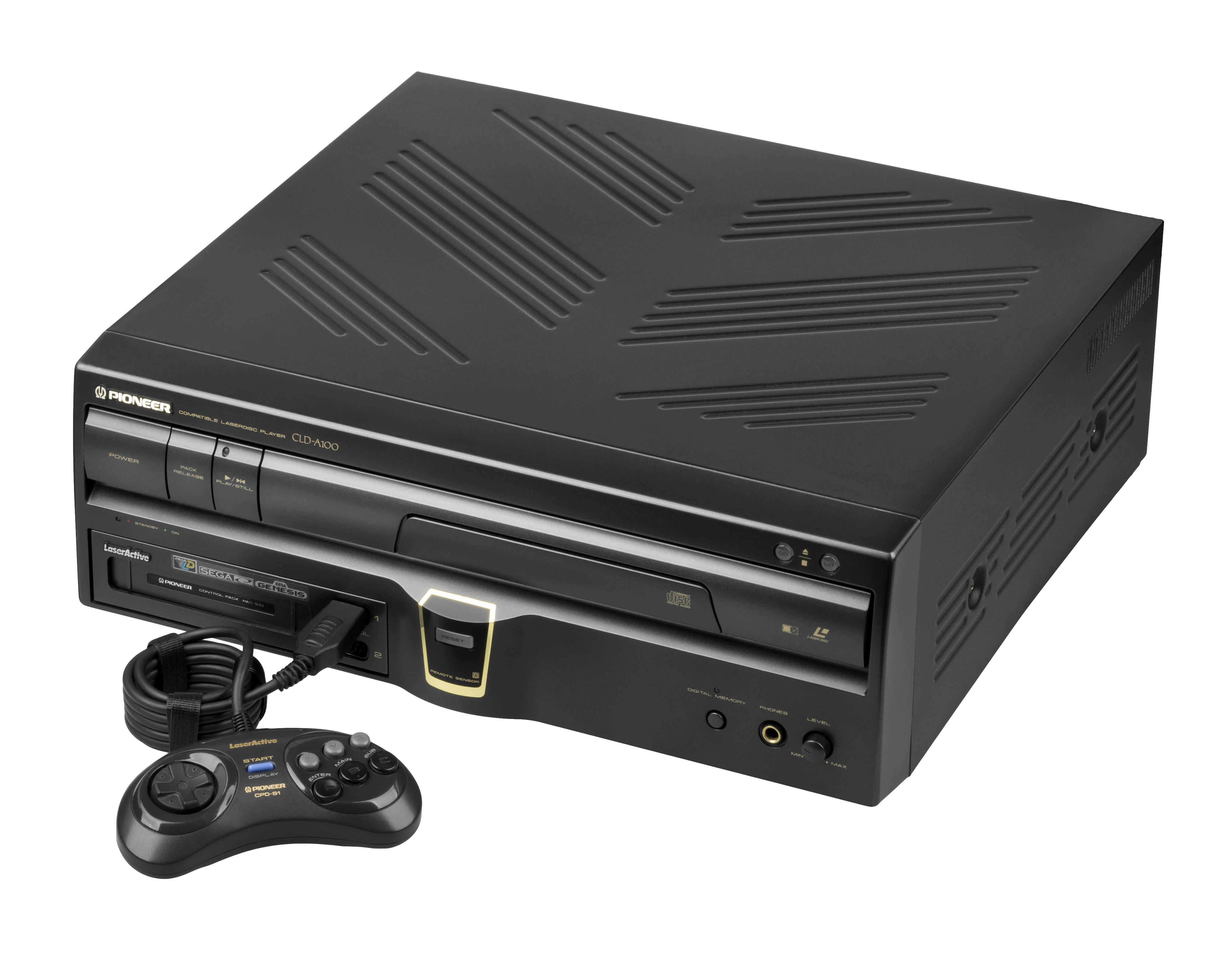
Pioneer LaserActive creada por Pioneer. Lanzada en 1993.
Video Information System de Tandy lanzado in 1992
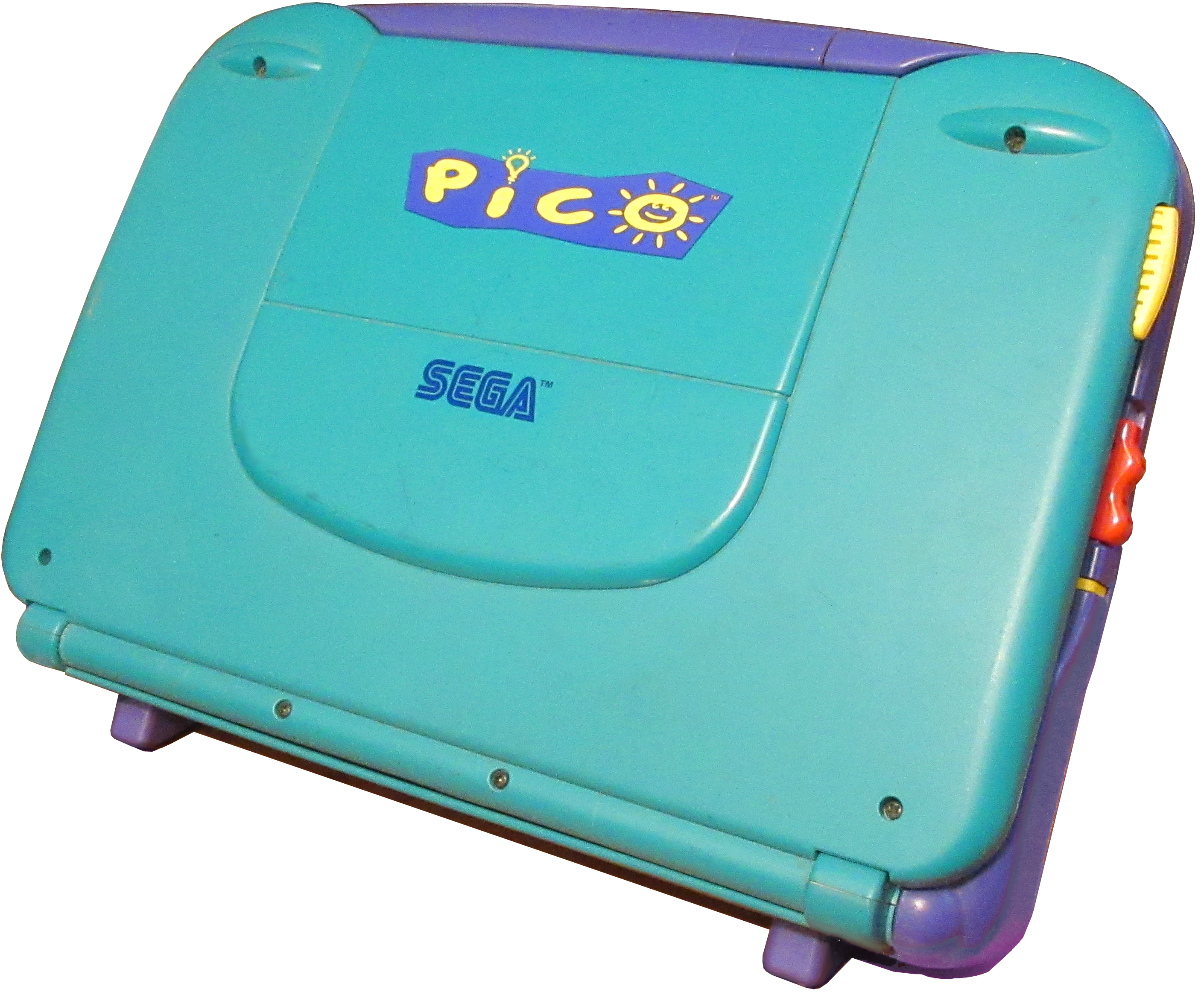
SEGA Pico lanzado en 1993
CPS Changer por Capcom lanzado en1994
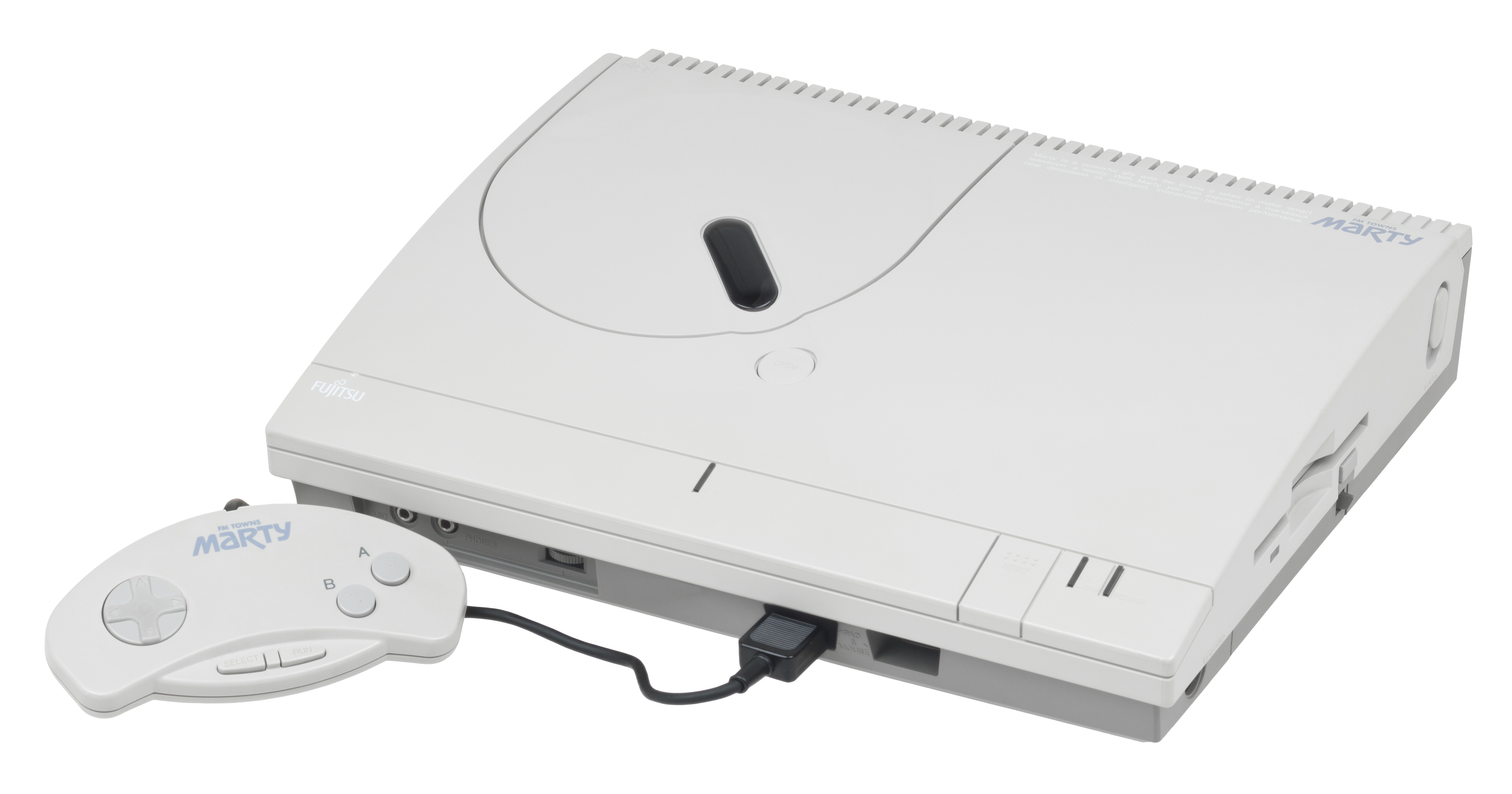
FM Towns Marty de Fujitsu lanzado 1993

### Tabla de ventas a nivel mundial
| Consola                             | fabricante | unidades vendidas                   |
| ----------------------------------- | ---------- | ----------------------------------- |
| Super Nintendo Entertainment System | Nintendo   | 49.1 millones                       |
| Sega Mega Drive/Genesis             | Sega       | 35.25 millones                      |
| PC Engine/TurboGrafx-16             | NEC        | 10 millones                         |
| Sega CD                             | Sega       | 2.765 milliones                     |
| PC Engine CD-ROM²                   | NEC        | 1.92 milliones                      |
| Neo Geo AES                         | SNK        | 1.18 milliones                      |
| Philips CD-i                        | Philips    | 1 millones                          |
| Sega 32X                            | Sega       | 800,000                             |
| FM Towns Marty                      | Fujitsu    | 45,000 (Al 31 de diciembre de 1993) |
| Neo Geo CD                          | SNK        | 570,000                             |

## Consolas portátiles
La primera consola portátil lanzada en la cuarta generación fue la Game Boy, el 21 de abril de 1989. Llegó a dominar las ventas portátiles por un margen extremadamente grande a pesar de tener bajo contraste y pantalla monocromática sin luz, cuando todas las otras tres competencias tenían color. Tres grandes franquicias hicieron su debut en la Game Boy: Tetris, aplicación indispensable de la Game Boy; Pokémon; y Kirby. Con algunos cambios de diseño (Game Boy Pocket, Game Boy Light), hardware (Game Boy Color) y su sucesor (Game Boy Advance, Game Boy Advance SP), continuó en producción de una u otra forma hasta el 2008, gozando de una duración de más de 18 años.
La Atari Lynx incluía hardware de acelerador de gráficos a color, luz de fondo y la habilidad de conectar hasta 16 unidades entre sí como respuesta al juego en línea cuando sus competidores solo podían conectar de 2 a 4 consolas (o ninguno en absoluto), pero su comparativamente baja batería (aproximadamente 4.5 horas en un set de celdas alcalinas contra 35 horas de la Game Boy), alto precio y un pobre catálogo de juegos, hizo que fuera una de las consolas portátiles peor vendidas de todos los tiempos con menos de 500,000 unidades vendidas.
La tercera consola portátil más importante de la cuarta generación fue la Sega Game Gear. Presentaba capacidades gráficas más o menos comparable a la Master System (mejores colores, pero menos resolución), Una librería instantánea usando el "Master-Gear adaptor" para usar cartuchos de la consola anterior y la oportunidad de convertirlo en una TV portátil usando un adaptador sintonizador, pero también sufría algunas de las mismas deficiencias que la Lynx. Aunque vendió más de veinte veces más unidades que la Lynx, su diseño abultado ligeramente más grande que la Game Boy original; relativamente pobre vida de batería - un poquito mejor que la de la Lynx; y un tardío arribo en el mercado - compitiendo por ventas entre las personas restantes que todavía no tenían un gameboy - obstaculizó su popularidad en general a pesar de ser competitivamente más cercano a Nintendo en términos de precio y amplitud de librería de software. Sega eventualmente retiró la Game Gear del mercado en 1997, un año antes que Nintendo lanzara los primeros ejemplos de la Game Boy Color, para enfocarse en la Nomad y productos no portátiles.
Otras consolas portátiles lanzadas durante la cuarta generación incluía la TurboExpress, una versión portátil de la TurboGrafx-16 lanzado por NEC en 1990 y la Game Boy Pocket, un modelo mejorado de la Game Boy sacada a la venta dos años que Game Boy Color. Mientras que la TurboExpress era otro de los primeros pioneros de la tecnología a color en los videojuegos portátiles y tenía el beneficio adicional de usar los mismos cartuchos o 'HuCards' como la TurboGrafx16, tenía una peor duración de batería que la Lynx y la Game Gear - aproximadamente tres horas con seis baterías AA - vendió solamente 1.5 millones de unidades.

### Lista de consolas portátiles
| Consola               | Consola                   | Game Boy | Atari Lynx | Sega Game Gear                                                                                        | PC Engine GT / TurboExpress / PC Engine LT                                                                       |
| --------------------- | ------------------------- | --- | --- | --- | --- |
| Fabricante            | Fabricante                | Nintendo | Atari | Sega                                                                                                  | NEC |
| logotipo              |                           | | | | |
| Consola portátil      |                           | | | | |
| Precio de lanzamiento | Precio de lanzamiento     | ¥12,500 US$89.95 (equivalente a $218,76 en 2025) | US$189.99 (equivalente a $464,56 en 2025)                                                                                                  | ¥14,500 US$149.99 (equivalente a $333,31 en 2025) A$155                                               | US$299.99 (equivalente a $668,86 en 2025)                                                                        |
| Fecha de lanzamiento  | Fecha de lanzamiento      | - Game Boy - JP 21 de abril de 1989 - NA Agosto de 1989 - EU 28 de septiembre de 1990 - Game Boy Pocket - JP 21 de julio de 1996 - NA 3 de septiembre de 1996 - Game Boy Light - JP 14 de abril de 1998 | Septiembre de 1989 - EU 1990 | 6 de octubre de 1990 26 de abril de 1991 1992 - EU 26 de abril de 1991                                | PC Engine GT/TurboExpress 16/Noviembre/1990 1991 PC Engine LT - 13 de diciembre de 1991                          |
| Unidades vendidas     | Unidades vendidas         | 118.69 millones (del 31 de diciembre de 2009), incluyendo unidades de Game Boy Color | <1 millón[cita requerida] | 11 millones                                                                                           | 1.5 millones |
| juegos                | Media                     | Cartucho | Cartucho | Cartucho                                                                                              | Datacard |
| juegos                | imagen del almacenamiento | | | | |
| juegos                | Juegos más vendidos       | - Tetris, 35 millones (pack-in / por separado). - Pokémon Red, Blue, and Green, aproximadamente 20.08 millones combinados (en Japón y en EE. UU.).                                                      | RoadBlasters | Sonic the Hedgehog 2                                                                                  | Bonk's Adventure                                                                                                 |
| juegos                | bloqueo regional          | No | No | No | Sí |
| juegos                | Retro compatibilidad      | N/A (Cartuchos originales compatibles con modelos más recientes) | — | Sega Master System (usando el Cartridge Adapter)                                                      | TurboGrafx-16 |
| CPU                   | CPU                       | Sharp LR35902 4.19 MHz | MOS 65SC02 4 MHz máximo, promedio 3.6 MHz "Suzy", CMOS chip personalizado 16 MHz                                                           | Zilog Z80 3.5 MHz                                                                                     | HuC6280A (un 65SC02 modificado) 1.79 o 7.16 MHz                                                                  |
| Memoria               | RAM                       | 8 KB S-RAM interno, hasta 32 KB | 64 KB DRAM | 24 KB RAM principal                                                                                   | 8 KB work RAM |
| Memoria               | ROM                       | 32 KB (hasta 1MB con bank switching) | 128, 256 y 512 KB (hasta 2 MB con bank switching)                                                                                          | 48KB                                                                                                  | 1 MB (hasta 2 MB con bank switching)                                                                             |
| Memoria               | VRAM                      | 8 KB video RAM interno | | 16 KB video RAM                                                                                       | 64 KB video RAM                                                                                                  |
| pantalla              | pantalla                  | pantalla LCD 2.6 pulgadas, blanco y negro, sin retroiluminacion | Pantalla LCD de 3.5 pulgadas a color (con luz de fondo con opción de encendido en Lynx II)                                                 | Pantalla LCD retroiluminada a color 3.2 pulgadas                                                      | Pantalla LCD retroiluminada a color 2.6 pulgadas                                                                 |
| pantalla              | resolucion                | 160x144 | 160x102 | 160x144                                                                                               | 400x270 |
| pantalla              | color                     | 4 tonos de verde olivo | 16 colores simultáneos por escaneo de línea; puede aumentar tras cambiar los tonos después de cada escaneo de línea 4096 opciones de color | 32 colores simultáneos 4096 opciones de color                                                         | 64 sprites, 16 por escaneo de línea 482 colores simultáneos (241 por cada fondo y sprites) 512 opciones de color |
| Audio                 | Audio                     | Stereo audio (usando auriculares), con: - Dos voces de onda cuadrada - Una voz WS programable - Un generador de ruido blanco - Muestreo opcional mediante un canal WS                                   | Audio estéreo con: - Cuatro voces de onda cuadrada - Un DAC interno por cada canal                                                         | Audio estéreo (usando auriculares), con: - Tres voces de onda cuadrada - Un generador de ruido blanco | Audio mono con: - Seis voces WS programables - Generador de ruido blanco - Transmisión opcional de muestreo      |

### Otros

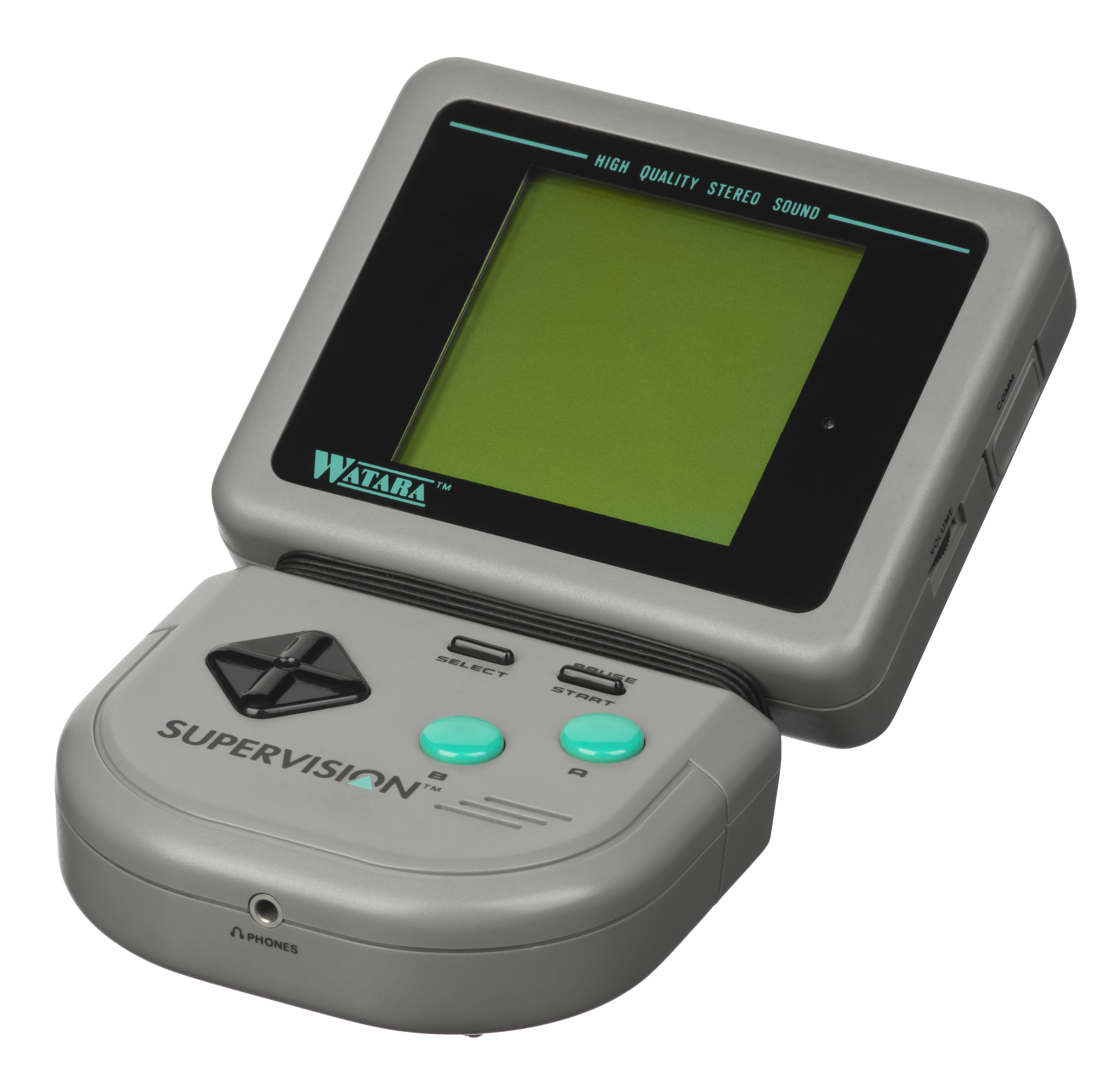
Watara Supervision Lanzado en 1992
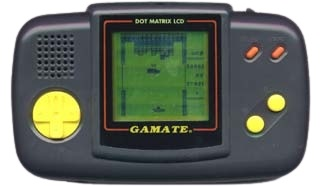
Gamate  Lanzado en 1991
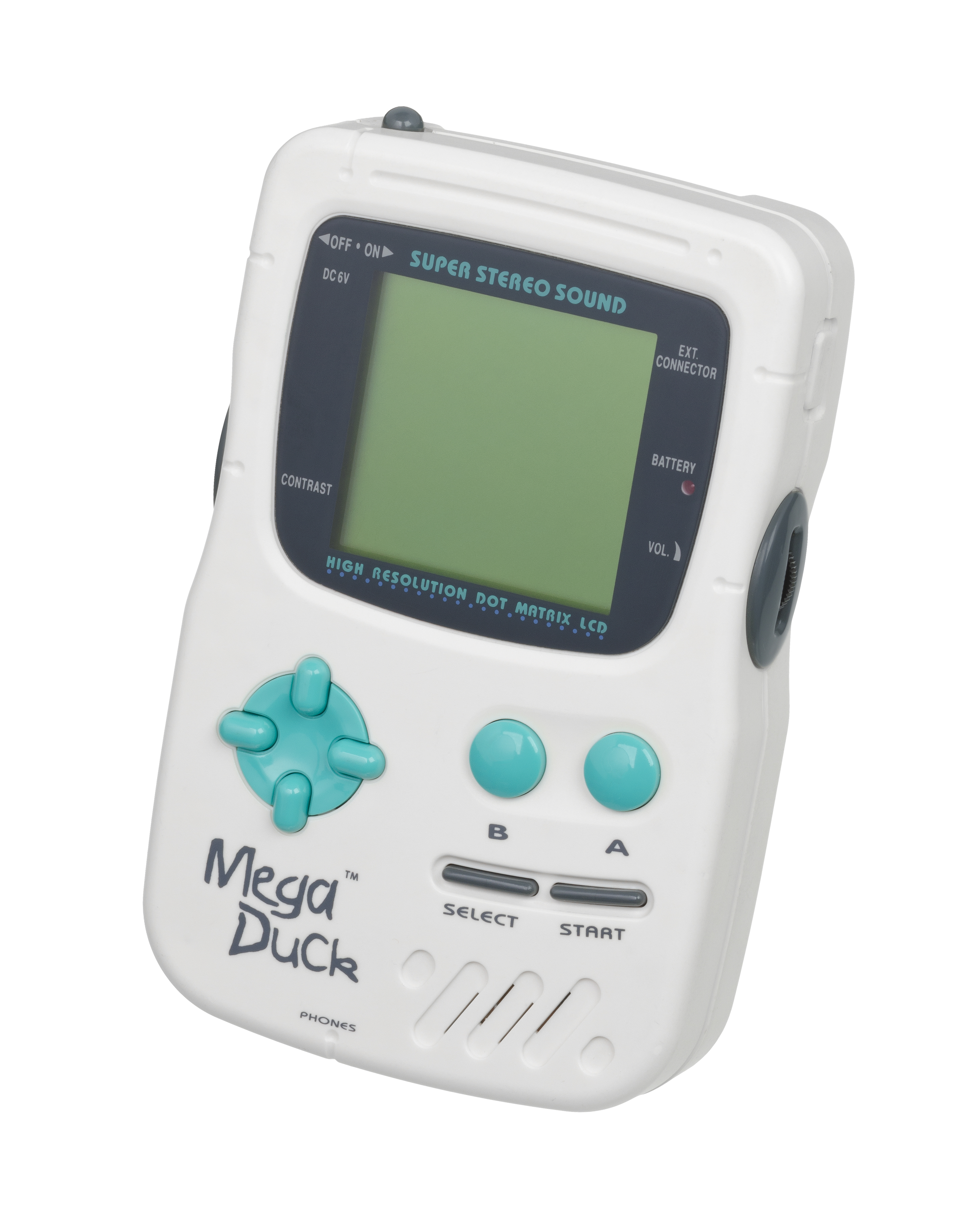
Mega Duck/Cougar Boy  Lanzado en 1993
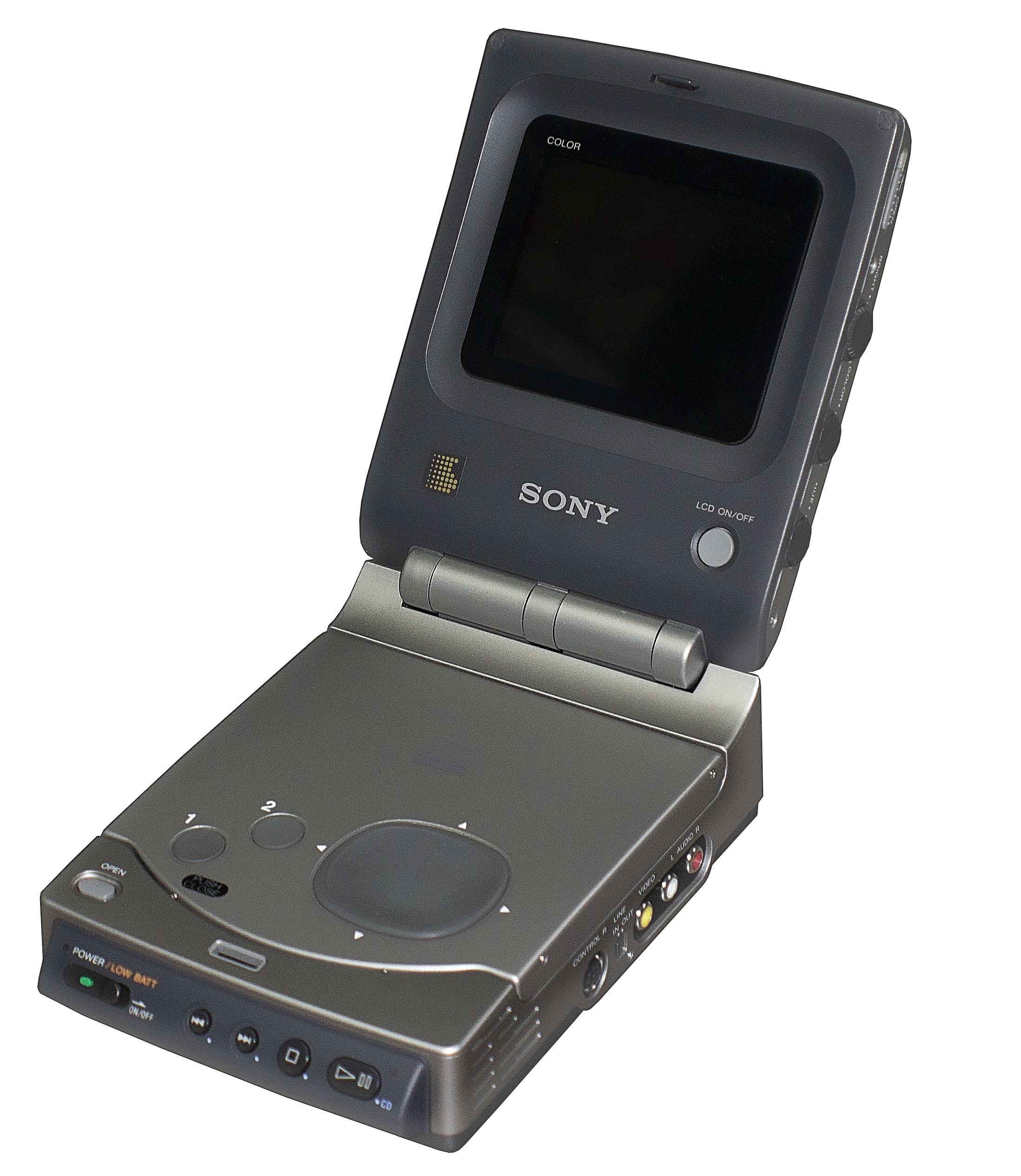
CD-i Intelligent Discman IVO

## Software

### Títulos exitosos
- Chrono Trigger (SNES) por Square es frecuentemente enlistado entre los mejores videojuegos de todos los tiempos.[96][97][98][99][100][101][102][103]
- Dragon Quest V y VI (SFC) por Chunsoft, Heartbeat, y Enix fueron lanzados en Super Famicom japonés, como también remakes de los primeros tres juegos originalmente lanzados para el NES un spin-off dungeon crawler: Torneko's Great Adventure, donde protagonizó la popular serie Fushigi no Dungeon de Chun Soft.
- Donkey Kong Country (SNES) por Rare Ltd. y Nintendo cambió el rumbo en la guerra de las consolas en favor de Nintendo y se convirtió en el juego más vendido desde Super Mario Bros. 3, debido en gran parte a sus gráficas impresionantes de la época.[104]
- Dragon Ball Z: Super Butoden fue el primer juego de pelea de la franquicia de Dragon Ball
- Final Fantasy V fue lanzado en Japón, mientras que más adelante Final Fantasy IV y Final Fantasy VI (SNES) por Square fueron lanzados en Norteamérica con la numeración original cambiada. Mientras que la serie era muy popular en Japón al principio, no fue hasta el lanzamiento de Final Fantasy VII en el playstation donde alcanzó su estatus de éxito afuera de Japón.[cita requerida]
- Gunstar Heroes (Genesis) por Treasure y Sega que es considerado uno de los mejores juegos de acción de la generación.[105]
- John Madden Football (1990) (Genesis, SNES) por Park Place Productions y EA Sports jugaron un importante rol en el éxito inicial de Genesis y Electronic Arts.[106]
- Super Metroid (SNES) por Nintendo Research & Development 1 y Nintendo. Sigue siendo considerado por muchas organizaciones de la industria de los videojuegos como uno de los "mejores juegos de todos los tiempos".[107]
- Mortal Kombat (Arcade, Genesis, SNES) por Midway Games generó una controversia calurosa por sus temas violentos, la versión sin censura de Genesis, que le ganó a la versión de SNES con una ventaja de 3 a 1, que llevó al Congreso de EE. UU. escuchar las quejas y crear el ESRB (Entertainment Software Rating Board).[108]
- NHLPA Hockey '93 (Genesis, SNES) por Park Place Productions y EA Sports es considerado uno de los juegos de deporte más excepcionales que jamás se hayan hecho.[109][110]
- Phantasy Star II (Genesis) por Sega Consumer Development Division 2 y Sega, es citado como uno de los mejores y más influyentes RPGs de consolas.[111][112][113]
- Secret of Mana (SNES) por Square reintrodujo la serie Seiken Densetsu, originalmente concebida como un spin-off de Final Fantasy por Europa y Norteamérica.
- Shining Force 2 (Genesis) por Sonic! Software Planning y Sega, han sido citados como uno de los mejores juegos jamás hechos.[114]
- Sonic the Hedgehog (Genesis) por Sonic Team y Sega, fue la apuesta de Sega para competir cabeza a cabeza con Nintendo la franquicia de Mario, jugó un rol crítico para el éxito de Mega Drive y recibió aclamo por la crítica como uno de los mejores juegos jamás hechos.[115]
- Street Fighter II (Arcade, Genesis, SNES) por Capcom fue el segundo juego en la serie en producir un duradero seguimiento por la gente y establecer muchas de las tendencias vistas en juegos de pelea del momento, más notablemente por su colorida selección de peleadores jugables de diferentes países alrededor del mundo.[cita requerida] Hasta el año 2008, fue el juego mejor vendido de Capcom.[116]
- Streets of Rage 2 (Arcade, Genesis) por Sega AM7 y Sega, es considerado el mejor beat 'em up de la generación.[117]
- Super Monaco GP (Arcade, Genesis) por Sega, estableció un nuevo estándar para el realismo en los juegos de carrera de las consolas.[118]
- Super Mario World 2: Yoshi's Island (SNES) por Nintendo Entertainment Analysis & Development (Nintendo EAD) y Nintendo, es considerado el juego más fino de plataforma 2D.[119]
- The Legend of Zelda: A Link to the Past (SNES) por Nintendo EAD y Nintendo, cortejó popularidad que fue superior a sus predecesores para NES. Fue uno de los pocos juegos de acción-aventura que fueron distribuidos en la vida útil SNES. Zelda II en NES era en su mayoría un juego basado en la acción y además era side-scrolling, mientras que A Link to the Past se inspiró más del juego "Zelda" original con su formato de aventura visto desde arriba.
- Ys Book I & II (TurboGrafx) por Nihon Falcom estuvo entre los primeros videojuegos distribuidos en masa del formato CD-ROM, cuando fue lanzado en Japón en 1989 y en Norteamérica en 1990. Además de recibir elogios por su historia y modo de juego, El juego fue un pionero en varios aspectos técnicos como actuación de voz, escenas animadas y banda sonora pregrabado, que se convertiría en el estándar para la industria al final de la década.